# Socialismo con características chinas

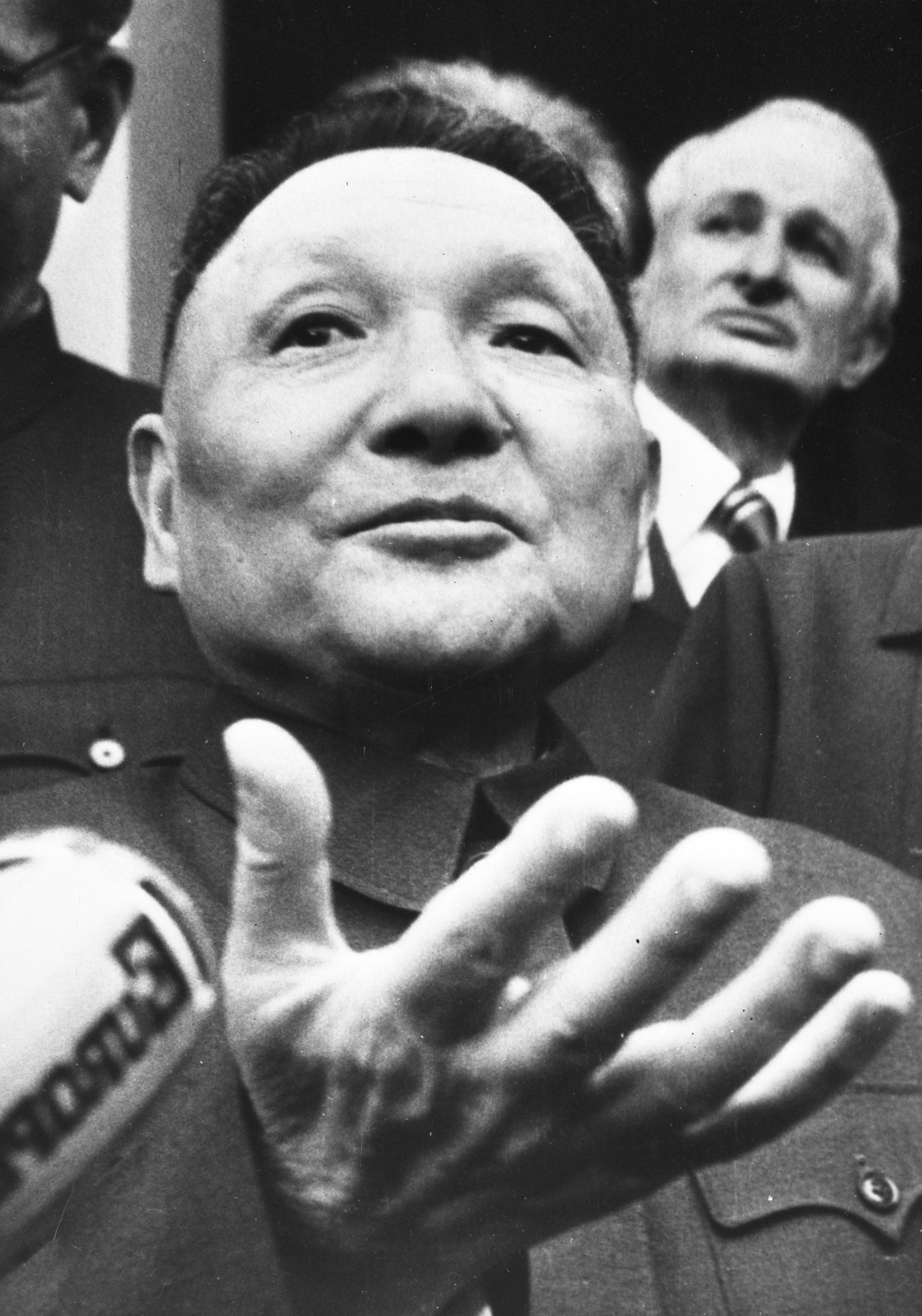
Deng Xiaoping en 1976.

El sistema teórico del socialismo con características chinas (en chino: 中国特色社会主义; pinyin: Zhōngguó tèsè shèhuìzhǔyì, literalmente zhōngguó tèsè, que significa "características chinas"; y shèhuì zhǔyì que significa "socialismo") es un término amplio para las teorías y políticas que son vistas por sus proponentes como representativas del marxismo-leninismo adaptado a las circunstancias chinas y a períodos de tiempo específicos. Por ejemplo, en este punto de vista se considera que el pensamiento de Xi Jinping representa las políticas marxistas-leninistas adecuadas para la situación actual de China, mientras que la teoría de Deng Xiaoping se consideró relevante para el período en que se formuló.
El término entró en uso común durante la era de Deng Xiaoping y se asoció en gran medida con el programa general de Deng de adoptar elementos de la economía de mercado como medio para fomentar el crecimiento utilizando la inversión extranjera y aumentar la productividad (especialmente en el campo, donde vivía el 80 % de la población de China), mientras que el Partido Comunista de China mantuvo su compromiso formal de alcanzar el comunismo y su monopolio sobre el poder político.  En la narrativa oficial del partido, el socialismo con características chinas es el marxismo-leninismo adaptado a las condiciones de la población china y es un producto del socialismo científico. La teoría estipulaba que China se encontraba en la etapa primaria del socialismo debido a su nivel relativamente bajo de riqueza material y necesitaba participar en el crecimiento económico antes de perseguir una forma más igualitaria de socialismo, lo que a su vez conduciría a una sociedad comunista descrita en la ortodoxia marxista.

## Resumen teórico
El socialismo con características chinas es el resumen del programa actual del Partido Comunista de China, que se basa en combinar el marxismo con la realidad específica del país, tomando un camino siguiendo a las características de China, no copiando experiencias ni modelos de otros países. Sus objetivos son realizar gradualmente la modernización de la industria, la agricultura, la defensa nacional, la ciencia y la tecnología, así como convertir a China en un país próspero, democrático, civilizado, armonioso y un país socialista moderno.
Basado en el principio de combinar el marxismo con las realidades específicas de China defendidas por Mao Zedong, el Partido Comunista de China resume la experiencia acumulada de exploración a largo plazo, especialmente la práctica desde la Tercera Sesión Plenaria del XI Comité Central, y reconoce las leyes de construcción del socialismo en China. En el XII Congreso Nacional del Partido Comunista de China, se presentó la tesis científica de "construir un socialismo con características chinas". Los Congresos Nacionales XIII, XIV y XV del Partido Comunista de China formaron una serie de opiniones sobre esta conclusión y formularon una serie de políticas y medidas específicas. Los principales contenidos son: emancipar la mente, buscar la verdad a partir de los hechos y utilizar la práctica como único criterio para probar la verdad.  La principal contradicción que China quiere resolver es la contradicción entre las crecientes necesidades de la población de una vida mejor y el desarrollo desequilibrado e inadecuado. Según el Partido Comunista de China el enfoque del trabajo del partido y del país debe desplazarse por la vía de la modernización socialista centrada en la construcción económica; la construcción del socialismo tiene una etapa inicial larga, y la tarea fundamental de una sociedad socialista es desarrollar las fuerzas productivas y concentrar esfuerzos para lograr la modernización; e implementar la Economía de mercado socialista; la reforma es una fuerza impulsora importante para el desarrollo de una sociedad socialista, y la apertura al mundo exterior es una condición necesaria para realizar la modernización socialista; institucionalizar y legalizar la democracia socialista, gobernar el país de acuerdo con la ley, reformar y mejorar el sistema político del país y el sistema de liderazgo.

### Principales informes teóricos

#### Década de 1980
- El 1 de septiembre de 1982, Deng Xiaoping propuso en el discurso inaugural del XII Congreso Nacional del Partido Comunista de China que el partido debía: "combinar la verdad universal del marxismo con la realidad específica de China, siguiendo su propio camino, y construyendo el socialismo con características chinas, esta es nuestra conclusión básica extraída de nuestra experiencia histórica a largo plazo".
- El 8 de septiembre de 1982, el tema del informe político de Hu Yaobang en el Duodécimo Congreso Nacional del Partido Comunista de China fue "crear una nueva situación en la modernización socialista en todos los sentidos".
- El 25 de octubre de 1987, el informe político de Zhao Ziyang en el XIII Congreso Nacional del Partido Comunista de China se tituló "Por el camino del socialismo con características chinas".

#### Década de 1990
- El 12 de octubre de 1992, el informe político de Jiang Zemin en el XIV Congreso Nacional del Partido Comunista de China se tituló "Acelerar el ritmo de la reforma, la apertura y la modernización, y ganar mayores victorias en la causa del socialismo con características chinas".
- El 12 de septiembre de 1997, el título del informe político que Jiang Zemin hizo en el XV Congreso Nacional del Partido Comunista de China fue "Mantener en alto la gran bandera de la teoría de Deng Xiaoping y promover la construcción del socialismo con características chinas para el siglo XXI".

#### Década del 2000 - actualidad
- El 8 de noviembre de 2002, el título del informe político que dio Jiang Zemin en el XVI Congreso Nacional del Partido Comunista de China fue "Construir una sociedad acomodada de manera integral y crear una nueva situación en la causa del socialismo con características chinas".
- El 15 de octubre de 2007, el tema del informe político de Hu Jintao en el XVII Congreso Nacional del Partido Comunista de China fue "Mantener en alto la gran bandera del socialismo con características chinas y luchar por una nueva victoria en la construcción de una sociedad acomodada en un Camino completo".
- El 8 de noviembre de 2012, el tema del informe político de Hu Jintao en el XVIII Congreso Nacional del Partido Comunista de China fue "Marchar inquebrantablemente por el camino del socialismo con características chinas y luchar por construir una sociedad moderadamente próspera en todos los aspectos".
- El 18 de octubre de 2017, el informe político de Xi Jinping en el XIX Congreso Nacional del Partido Comunista de China se tituló "Determinar la victoria en la construcción de una sociedad acomodada de una manera integral y aprovechar la gran victoria del socialismo con características chinas en la nueva era".[6]

## Principios fundamentales

El Partido Comunista de China es el núcleo del liderazgo del socialismo con características chinas.

- Defender la posición dominante del pueblo,
- Perseverar en la emancipación y el desarrollo de las fuerzas productivas sociales,
- Persistir en el avance de la reforma y apertura,
- Persistir en salvaguardar la equidad social y la justicia,
- Ceñirnos al camino de la prosperidad común,
- Perseverar en promover la armonía social,
- Persistir en el desarrollo pacífico, y
- Mantenerse el liderazgo del partido.

## Características
El socialismo con características chinas es el socialismo implementado bajo la dirección del Partido Comunista de China de acuerdo con las condiciones nacionales de China. Es diferente del socialismo y capitalismo tradicionales. Tiene cinco características básicas:

### Orientado a las personas
La constitución china estipula que todo el poder en la República Popular China pertenece al pueblo. Jiang Zemin señaló que para implementar los requisitos del pensamiento importante de las "Tres Representaciones", lo más fundamental es lograr, desarrollar y salvaguardar continuamente los intereses fundamentales de las amplias masas populares. También hizo un llamado a los dirigentes en todos los niveles a “tener un amor profundo por la gente, cumplir con sus responsabilidades para con la gente, ser buenos en la búsqueda de estrategias para enriquecer a la gente, hacer más cosas que beneficien a la gente y servir mejor a la gente”. El Secretario General Xi Jinping enfatizó que para darse cuenta de la posición dominante del pueblo y reducir la distancia entre los líderes y las masas, los cuadros dirigentes deben abstenerse de "emplear a funcionarios para reprimir a otros", Xi Jinping estableció un concepto de poder para resolver eficazmente los medios las cuestiones de subsistencia básicas y los pedidos que son más realistas, más preocupantes y más directas para la gente. Por lo tanto, poner al pueblo primero, y todo el poder pertenece al pueblo, es el punto de partida y el final del socialismo con características chinas según el partido.

### Economía de mercado socialista
El modelo soviético tradicional de socialismo considera la economía planificada como la característica básica del socialismo, es decir, asignar recursos a través de medios administrativos de planificación, y niega el papel de la producción de mercancías y el mercado. El socialismo con características chinas trata de construir una economía de mercado socialista, optimizar la asignación de recursos bajo el macrocontrol nacional y aprovechar plenamente el papel decisivo que juega la economía de mercado socialista en la asignación de recursos.

### Prosperidad común
Deng Xiaoping señaló que el socialismo "es la realización gradual de la prosperidad común". La realización de la prosperidad común es el requisito esencial del socialismo y la aspiración universal del pueblo. Primero, está el problema de hacerse rico, es imposible que todos se enriquezcan al mismo tiempo. En segundo lugar, incluso si todos se enriquecen juntos, debería haber diferencias, no es igualitarismo, de lo contrario no habrá motivación para el desarrollo social y económico. La pobreza no es socialismo y el igualitarismo no es socialismo.
Para lograr la prosperidad común, es necesario resolver la contradicción entre la socialización de la producción y la propiedad privada bajo el sistema capitalista. Es necesario implementar una combinación de socialización de la producción y posesión conjunta de los medios de producción por parte de los trabajadores.

### Equidad y justicia
El informe del XVIII Congreso Nacional del Partido Comunista de China señaló que la equidad y la justicia son los requisitos inherentes del socialismo con características chinas. Sobre la base de la lucha común de todas las personas y el desarrollo económico y social, debemos intensificar la construcción de un sistema que juegue un papel importante en asegurar la equidad social y la justicia, y establecer gradualmente un sistema de garantía de equidad social con derechos justos, oportunidades y reglas justas como contenido principal, y esforzarse por crear equidad, el entorno social garantiza la participación igualitaria y los derechos de desarrollo iguales de las personas.

### Política democrática
El desarrollo de la política democrática socialista es el objetivo inquebrantable del partido y una garantía importante para construir un socialismo con características chinas. La esencia de la democracia socialista es que el pueblo es el dueño del país. Todo el poder del país pertenece al pueblo y proviene del pueblo, por lo que debe ser supervisado por el pueblo. El concepto de estado de derecho debe cambiarse, de gobernar al pueblo por la ley y gobernar al pueblo por el poder, a gobernar a los funcionarios y al poder gobernar por la ley. Fortalecer la supervisión y la restricción del poder es una tarea importante de gobernar el país por ley.

## Características teóricas

### Modernidad
Emancipar la mente se ha convertido en la única vía para el desarrollo del socialismo con características chinas. La economía socialista de China se está transformando, por lo que la ideología y la cultura del socialismo con características chinas deben tener las características básicas de esta era. Debe integrarse con el sistema económico y político socialista básico, y centrarse en la construcción de un país próspero, fuerte, democrático, moderno, civilizado, armonioso y bello. La tarea fundamental del partido es enfocarse en la construcción de la economía real, adherirse a la reforma y apertura, adherirse a los cuatro principios básicos, servir al pueblo y servir a la sociedad armoniosa socialista.

### Nacionalista
La construcción de una cultura socialista con características chinas está profundamente arraigada en las actividades creativas históricas de la gente, heredando y llevando adelante la cultura nacional y las tradiciones culturales revolucionarias, absorbiendo los frutos de la cultura mundial y formando una nueva combinación de contenido socialista y la forma de la cultura de la nación china.

### Científico
Como parte importante de la superestructura, la cultura socialista con características chinas refleja correctamente la naturaleza y las leyes de desarrollo de la naturaleza y la sociedad, y se adhiere a la posición de lucha resuelta contra todas las ideas culturales no científicas en la perspectiva de la naturaleza y la sociedad, proporciona una base teórica para la democratización y cientificación de la toma de decisiones.

### Democrático
El desarrollo de la política democrática socialista es el objetivo del Partido Comunista de China. Sin democracia no habría socialismo y no habría modernización socialista, heredar la tradición democrática y el estilo de trabajo, aumentar la conciencia de la democracia, luchar sin concesiones contra los restos del feudalismo y el despotismo cultural, y permitir que el espíritu democrático eche raíces y florezca entre las amplias masas es lo que debería ser el socialismo con características chinas en el ámbito cultural. Llevar a cabo las "tres doctrinas del no", promover la diversificación, la libre discusión, la libre creación y el libre desarrollo de diferentes escuelas y diferentes estilos, para que florezca el jardín cultural y compitan cien escuelas de pensamiento; Al mismo tiempo, absorber racionalmente todas las cosas buenas de la cultura extranjera y hacer que la cultura del socialismo con características chinas se convierta en un sistema inclusivo e integral es una expresión importante de esta democracia cultural.

### Popular
Los emprendimientos culturales socialistas son emprendimientos creados por cientos de millones de personas. El pueblo es el maestro de la construcción cultural y la fuente más profunda de todas las creaciones culturales. La cultura del socialismo con características chinas es una cultura que viene y va a las masas. En la gran práctica de construir el socialismo con características chinas y en las actividades creativas de las masas, se nutrió de las actividades creativas del pueblo y utilizó logros culturales saludables para educar y servir al pueblo.

### Creativo
La reforma es el requisito esencial de una sociedad socialista y también es una poderosa fuerza impulsora para la prosperidad de las empresas culturales. Construir una cultura socialista con características chinas requiere profundizar la reforma del sistema de gestión cultural, que es la salida fundamental para la prosperidad y el desarrollo de los emprendimientos culturales. El propósito de la reforma es realzar la vitalidad de las empresas culturales, movilizar plenamente el entusiasmo de los trabajadores culturales y producir más obras y talentos excelentes. La reforma debe cumplir con los requisitos de construcción de una cultura socialista con características chinas, seguir las leyes inherentes al desarrollo cultural y dar juego al papel positivo de los mecanismos de mercado. Los productos culturales tienen atributos especiales que son diferentes de los productos materiales y tienen un impacto importante en las cualidades ideológicas, morales, científicas y culturales de las personas. Persistiendo en poner los beneficios sociales en primer lugar y esforzarse por lograr la mejor combinación de beneficios sociales y económicos.

## Características socialistas
El XVI Congreso Nacional del Partido Comunista de China resumió concienzudamente la experiencia básica adquirida por el partido al unir y liderar a las personas en la práctica de construir el socialismo con características chinas desde la Cuarta Sesión Plenaria del XIII Comité Central, pidiendo a todo el partido que persista en la implementación de la teoría básica y la línea básica del partido, el programa básico y la experiencia básica, para hacer todo el trabajo mejor. Con el fin de profundizar la comprensión del espíritu básico del XVI Congreso Nacional del PCCh en el nuevo impulso de estudiar e implementar el pensamiento importante de las "Tres Representaciones", y mejorar la conciencia y la firmeza en la implementación completa del pensamiento importante de las "Tres Representaciones". La reflexión del pensamiento constituye un nuevo sistema para la teoría de la construcción del socialismo con características chinas; la "experiencia básica" de la construcción del socialismo con características chinas está unida a teorías básicas, líneas básicas y conceptos básicos, y es el último desarrollo de la teoría científica socialista en la era contemporánea.

### Economía socialista con características chinas
La economía socialista con características chinas es el desarrollo de una economía de mercado en condiciones socialistas y la continua liberación y desarrollo de las fuerzas productivas. Esto requiere defender y mejorar el sistema económico básico con la propiedad pública socialista como pilar y el desarrollo común de economías de propiedad múltiple; mantener y mejorar el sistema económico de mercado socialista para que el mercado juegue un papel fundamental en la asignación de recursos en el marco del control macroeconómico nacional; Los múltiples métodos de distribución con la distribución de la mano de obra como pilar permiten que algunas personas en algunas áreas se enriquezcan primero, impulsen y ayuden a enriquecerse más tarde y avancen gradualmente hacia la prosperidad común; adherirse y mejorar la apertura al mundo exterior y participar activamente en la cooperación y la competencia económicas internacionales. Asegurar el desarrollo sostenido, rápido y saludable de la economía nacional y que las personas compartan los frutos de la prosperidad económica.
El sistema de teoría económica socialista con características chinas es producto de la combinación del marxismo con la realidad china contemporánea y las características de la época. Está en línea con el pensamiento de los escritores marxistas clásicos sobre la economía socialista y se adapta a los tiempos. Se desarrolla y enriquece continuamente con el desarrollo de la práctica. Sus principales connotaciones se pueden resumir en los siguientes aspectos:

#### Naturaleza de la economía socialista
Desde la reforma y apertura, El Partido Comunista de China ha profundizado su comprensión de la naturaleza de la economía socialista basada en la realidad, que se manifiesta principalmente en tres aspectos: Primero, ha profundizado su comprensión desde la perspectiva del propósito, Deng Xiaoping señaló que la tarea fundamental del socialismo es desarrollar las fuerzas productivas, eliminar la explotación, eliminar la polarización y lograr el objetivo de la prosperidad común. El segundo es profundizar el entendimiento desde la perspectiva del sistema y formar un sistema completo de sistema económico socialista con características chinas, incluyendo la propiedad pública como cuerpo principal, el desarrollo común de economías de propiedad múltiple, el establecimiento y mejoramiento del mercado socialista. sistema económico, y la implementación de la distribución según el trabajo como cuerpo principal Un sistema de distribución en el que conviven múltiples métodos de distribución. El tercero es profundizar la comprensión desde la perspectiva de atributos y requisitos, y proponer la armonía social.

#### Sistema económico básico en la etapa primaria del socialismo
Incluye principalmente: primero, insistir en la coexistencia de múltiples métodos de distribución, que incluyen mano de obra, capital, tecnología y gestión, y otros factores de producción según sus aportes; la brecha de ingresos es demasiado amplia, lo que anima a algunas personas a enriquecerse primero, y finalmente lograr la prosperidad común para toda la sociedad; en tercer lugar, prestar más atención a la equidad social sobre la base del desarrollo económico, centrarse en elevar el nivel de ingresos de las personas de bajos ingresos, ampliar gradualmente la proporción de personas de ingresos medios y regular eficazmente los altos ingresos, prohibir resueltamente los ingresos ilegales, para que todas las personas puedan compartir los frutos del desarrollo.

#### Marco básico de una economía de mercado socialista
Adherirse al sistema económico básico con la propiedad pública como cuerpo principal y el desarrollo común de economías de propiedad múltiple, establecer un sistema empresarial moderno que cumpla con los requisitos de la economía de mercado, establecer un sistema de distribución de ingresos con la distribución según el trabajo como cuerpo principal, teniendo en cuenta la eficiencia y la equidad, y mejorar la unidad, la apertura y la competencia, un sistema de mercado moderno y ordenado, perfeccionar las funciones del gobierno de regulación económica, supervisión del mercado, gestión social y servicios públicos, mejorar continuamente la capacidad para gestionar la economía de mercado socialista, establecer y mejorar un sistema de seguridad social acorde con el nivel de desarrollo económico, y mantener la estabilidad a largo plazo y continuar mejorando el mecanismo de gestión rural de dos niveles basado en la gestión de contratos domésticos y la combinación de operaciones unificadas y descentralizadas.

#### Desarrollo económico con características chinas.
El desarrollo es el tema de la China contemporánea y la máxima prioridad del Partido Comunista Chino para gobernar y rejuvenecer el país. Los pensamientos y teorías sobre el desarrollo en la teoría económica del socialismo con características chinas son muy ricos. Durante mucho tiempo, las tres generaciones del grupo de liderazgo central del partido, con Mao Zedong, Deng Xiaoping y Jiang Zemin como núcleo, llevaron al partido a explorar y estudiar continuamente el tema principal de la construcción del socialismo. Desde el XVI Congreso Nacional del Partido Comunista de China, el Comité Central del Partido, con Hu Jintao como secretario general, ha heredado y desarrollado las ideas importantes de las tres generaciones de la dirección central del Partido sobre el desarrollo, planteó un enfoque orientado a las personas, el concepto de desarrollo científico integral, coordinado y sostenible,  además respondió qué es el desarrollo y las principales cuestiones de por qué y cómo desarrollar la teoría marxista del desarrollo con nuevas connotaciones y requisitos prácticos de la época.

#### Teoría de la globalización económica y la apertura al mundo exterior.
Abrirse al mundo exterior y participar activamente en el proceso de globalización económica es un contenido importante de la teoría económica socialista con características chinas. Incluye los siguientes principios: El primero es adherirse a la combinación de "entrada" y "salida", haciendo pleno uso de los mercados y recursos nacionales e internacionales y promoviendo la reforma y el desarrollo mediante la apertura; segundo, haciendo hincapié en la globalización económica como un proceso objetivo con dualidad; tercero, la relación entre la apertura al mundo exterior y la independencia y la autosuficiencia debe manejarse correctamente para mantener la seguridad económica nacional.

### Política socialista con características chinas
La política socialista con características chinas es el desarrollo de la política socialista bajo el liderazgo del Partido Comunista de China y sobre la base de que el pueblo es el dueño del país, gobernando el país de acuerdo con la ley. Esto requiere sostener y mejorar la democracia popular liderada por la clase obrera y basada en la alianza de trabajadores y campesinos; sostener y mejorar el sistema de congresos populares, el sistema de cooperación multipartidista y consulta política bajo la dirección del Partido Comunista de China y el sistema de autonomía étnica regional; desarrollar la democracia y mejorar el sistema legal, Construir un país socialista regido por la ley. Darse cuenta de la estabilidad social, el gobierno es limpio y eficiente, que la gente de todos los grupos étnicos en todo el país esté unida y armoniosa, y la situación política viva y animada.

#### Defender y mejorar el sistema democrático socialista
Administrar el país de acuerdo con la ley y construir un país socialista con un sistema legal son requisitos objetivos para establecer y mejorar la economía de mercado socialista, liberar y desarrollar la productividad socialista, promover la construcción de la democracia socialista, garantía fundamental para promover la democracia socialista y avanzar en la construcción de la civilización socialista, el requisito interno de promover el progreso general de la sociedad también es la clave para mantener la estabilidad y la estabilidad a largo plazo en el país. Por lo tanto, gobernar el país por la ley y establecer un país socialista regido por la ley es una condición necesaria para que el país construya una sociedad acomodada. Es precisamente con base en esta consideración que el informe del XVI Congreso Nacional del Partido Comunista de China reiteró que "hay leyes que se deben seguir, se deben cumplir las leyes y la aplicación de la ley debe ser estricta. El principio del sistema legal socialista de "la violación de la ley debe ser investigada" enfatiza "adaptarse a la situación, fortalecer el trabajo legislativo y mejorar la calidad de la legislación", y pide que se trabaje para "formar un sistema legal socialista con características chinas para 2010 y adelante“. La construcción de un país socialista bajo el imperio de la ley es un proceso histórico gradual. Todavía existen problemas graves como la corrupción judicial y la delincuencia desenfrenada. Todavía se está bastante lejos de un verdadero país socialista bajo el imperio de la ley. Se debe fortalecer la conciencia jurídica de la gente, fortalecer la construcción de la democracia judicial socialista, promover la administración de acuerdo con la ley, fortalecer la supervisión del poder y otros aspectos, fortalecer el proceso de construcción del sistema legal socialista, y fortalecer la construcción de la economía socialista, la política democrática. y civilización.